# Distretto di Asakuchi
Il distretto di Asakuchi (浅口郡, Asakuchi-gun?) è uno dei distretti della prefettura di Okayama, in Giappone.
Attualmente fa parte del distretto solo il comune di Satoshō.
| Controllo di autorità | VIAF (EN) 159501817 · LCCN (EN) n84210764 · J9U (EN, HE) 987007559791005171 · NDL (EN, JA) 00393927 |